# Schizymenium brevicaule
Schizymenium brevicaule là một loài Rêu trong họ Bryaceae. Loài này được (Hornsch.) A.J. Shaw & S.P. Churchill miêu tả khoa học đầu tiên năm 1989.